# Кубок німецької ліги з футболу 2006
Кубок німецької ліги 2006 — 11-й розіграш Кубка німецької ліги. Змагання проводиться за системою «плей-оф», де і визначають переможця. Переможцем вперше став Вердер.

## Календар
| Раунд        | Дата            | Матчі | Клуби |
| ------------ | --------------- | ----- | ----- |
| Перший раунд | 29 липня 2006   | 2     | 6 → 4 |
| 1/2 фіналу   | 1-2 серпня 2006 | 2     | 4 → 2 |
| Фінал        | 5 серпня 2006   | 1     | 2 → 1 |

## Перший раунд
| Команда 1     | Рахунок      | Команда 2 |
| ------------- | ------------ | --------- |
| 29 липня 2006 |              |           |
| Гамбург       | 1:0          | Герта     |
| Шальке 04     | 1:1 пен. 9:8 | Баєр 04   |

## 1/2 фіналу
| Команда 1     | Рахунок      | Команда 2 |
| ------------- | ------------ | --------- |
| 1 серпня 2006 |              |           |
| Вердер        | 2:1          | Гамбург   |
| 2 серпня 2006 |              |           |
| Баварія       | 0:0 пен. 4:1 | Шальке 04 |

## Фінал
| 5 серпня 2006 20:00 (EEST) |

| Вердер           | 2:0      | Баварія |
| ---------------- | -------- | ------- |
| Класнич 29', 66' | Протокол |         |

| Централштадіон, Лейпциг Глядачів: 41 300 Арбітр: Мануель Грефе |